# 烏馬格
烏馬格（塞爾維亞-克羅埃西亞語發音：[ûmaɡ]）是克羅地亞的城鎮，位於該國西部，毗鄰與斯洛文尼亞接壤的邊境，由伊斯特拉縣負責管轄，面積83.53平方公里，主要經濟活動是農業，2011年人口 13,594。
屬地中海型氣候，其特點是溫和的冬季和不炎熱且溫暖宜人的夏天。
ATP世界巡回赛250系列赛事－克羅埃西亞烏馬格公開賽舉辦城市。

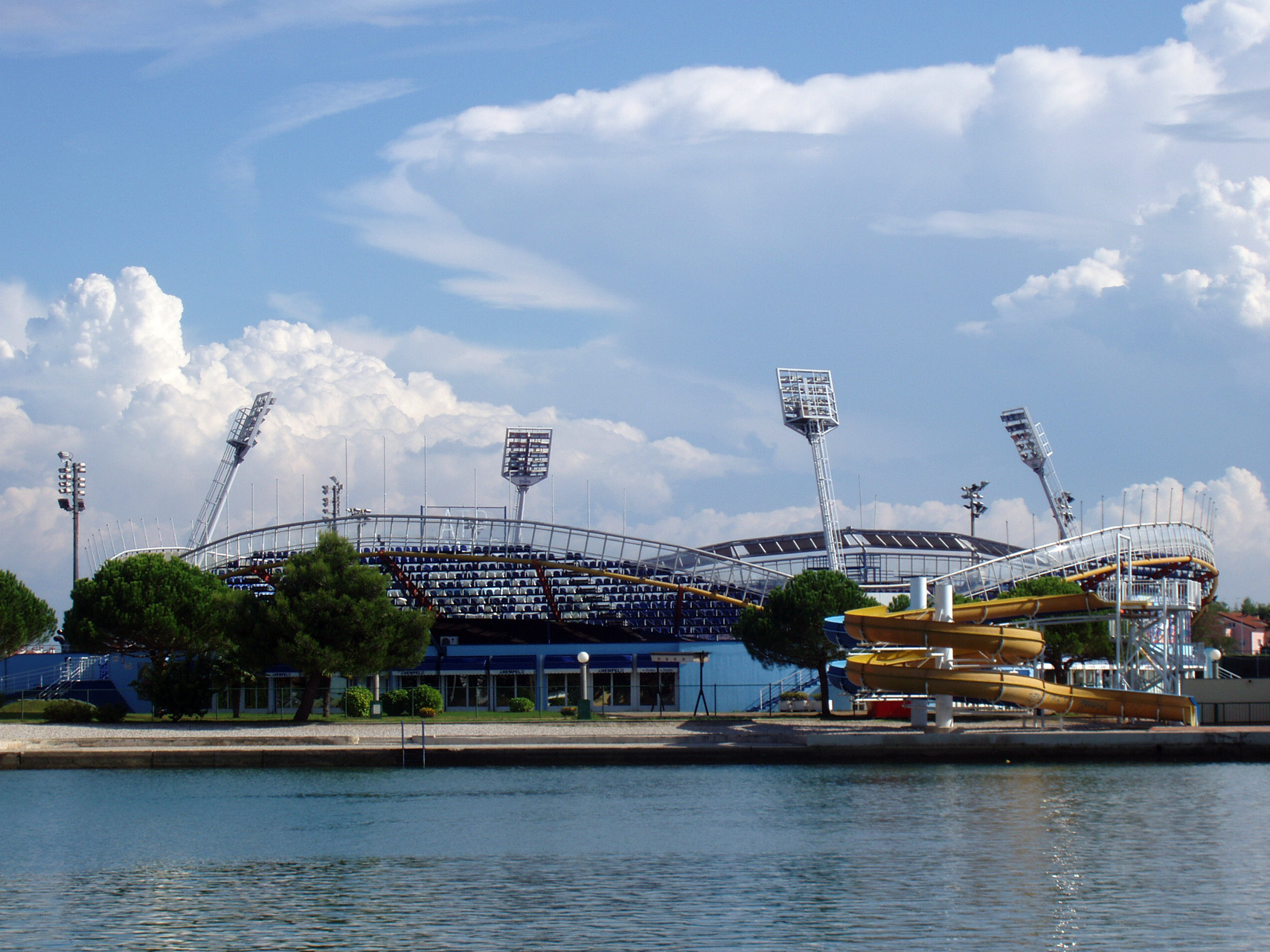
克羅地亞網球國際錦標賽的競技場

## 外部連結
- Umag official site
- Map of Umag
- First portal of Umag